# Креопалов, Владислав Иванович
Владислав Иванович Креопалов (15.04.1927 — 03.05.2009) — участник создания танка Т-64, лауреат Ленинской премии.
Окончил МВТУ им. Н. Э. Баумана (1951).
Начальник ЦКБ (1963—1968), директор (1968—1973) Красногорского механического завода им. Зверева.
Директор НИИ Прикладной физики с 1973 г., заместитель директора НИИ электронной и ионной оптики.
Руководил разработкой оптико-электронных систем управления огнём бронетанковой и авиационной техники, доктор технических наук, профессор. Зав. кафедрой оптико-электронных приборов и систем Московского института радиотехники, электроники и автоматики.
Лауреат Ленинской премии 1967 года — за участие в создании танка Т-64.
Похоронен в Красногорске, Пенягинское кладбище.